# Нордендорф
Нордендорф (нім. Nordendorf) — громада в Німеччині, знаходиться в землі Баварія. Підпорядковується адміністративному округу Швабія. Входить до складу району Аугсбург. Центр об'єднання громад Нордендорф.
Площа — 7,51 км2. Населення становить 2525 ос. (станом на 31 грудня 2020).

## Галерея

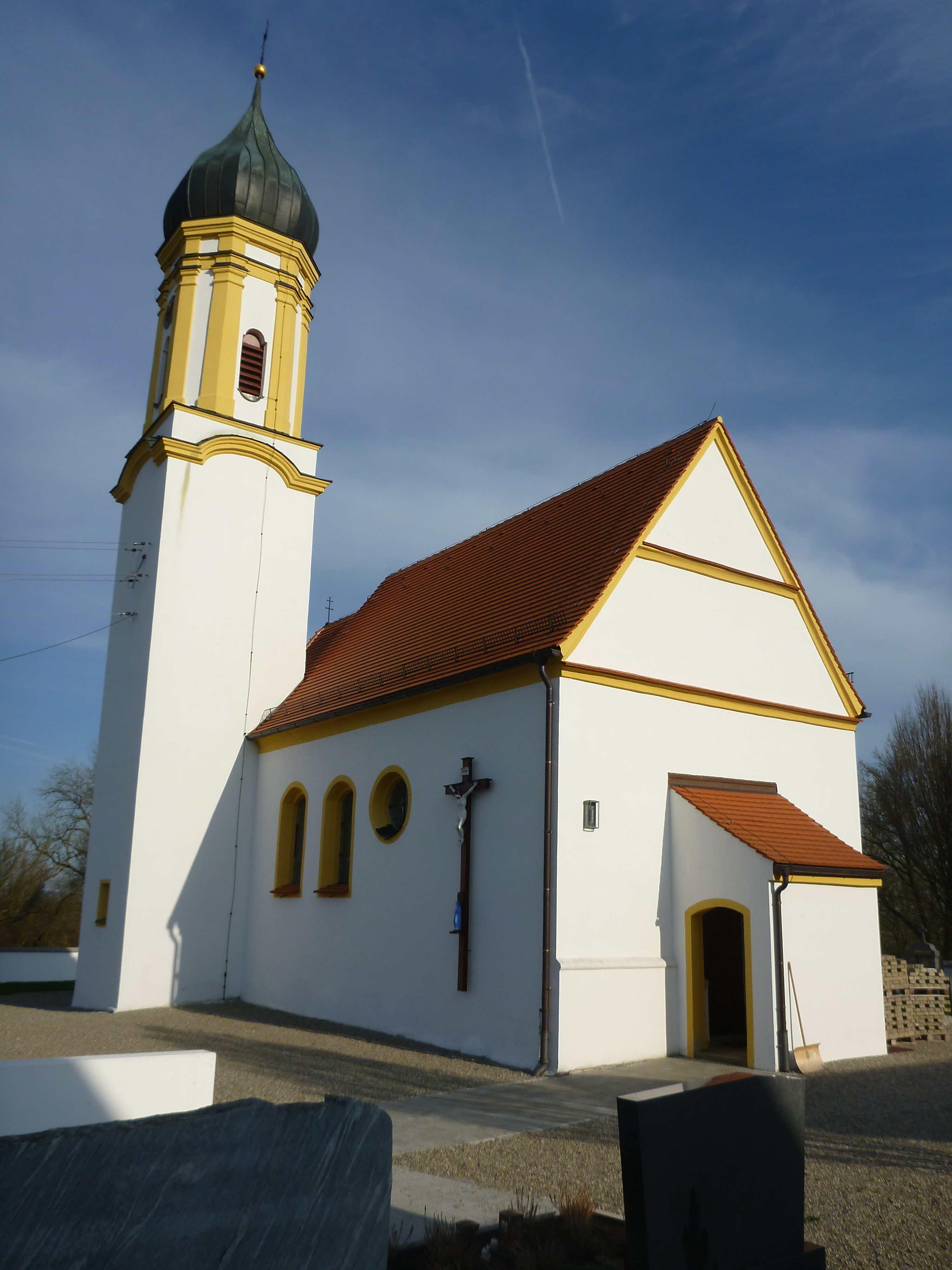
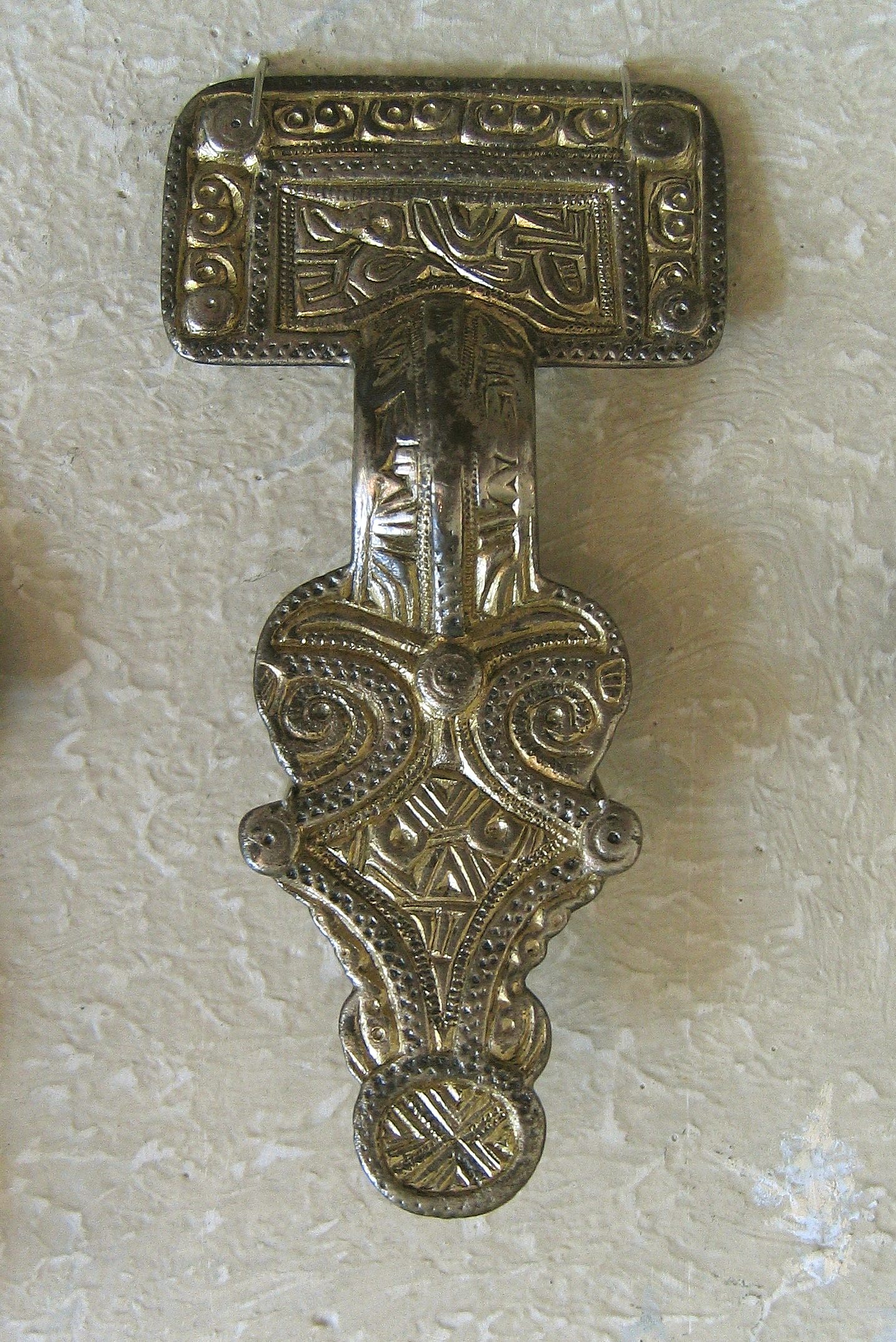